# Zavallılar
Pour plus de détails, voir Fiche technique et Distribution.
Zavallılar est un film turc réalisé par Yılmaz Güney et Atıf Yılmaz, sorti en 1975.

## Fiche technique
- Titre français : Zavallılar
- Réalisation : Yılmaz Güney et Atıf Yılmaz
- Scénario : Yılmaz Güney et Atıf Yılmaz
- Pays d'origine : Turquie
- Format : Couleurs - 35 mm - Mono
- Genre : drame
- Durée : 72 minutes
- Date de sortie : 1975

## Distribution
- Yilmaz Güney : Abuzer
- Yildirim Önal : Haci
- Güven Sengil : Arap